# Homoszexualitás Japánban

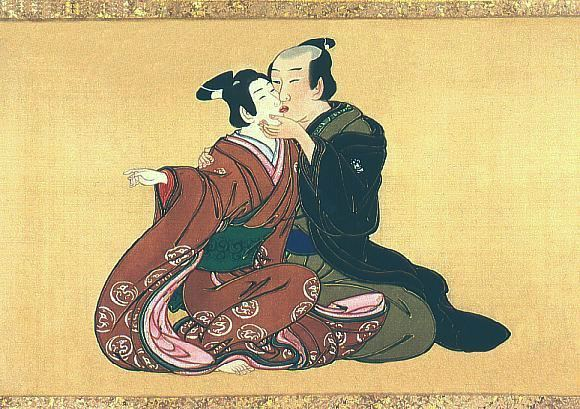
Mijagava Issó: Szamuráj csók, 1750 körül

Japánban már az ókorban is voltak feljegyzések olyan férfiakról, akik más férfiakkal létesítenek testi kapcsolatot. A szigetországban soha nem tartották bűnnek a homoszexualitást.
Japánban csak néhány törvény szabályozta a szexuális tevékenységeket a modern kor elején. 1872-ben nyugati hatásra betiltották a(z anális) szodómiát, de hét évvel később az 1880-as Büntető Törvénykönyv már újból engedélyezte.

## Terminógia
Az Edo-korban a homoszexuális tevékenységre a sudó (衆道), vakasudó (若衆道) és nansoku (男色) kifejezéseket használták. Ezek a szavak nem utalnak az aktusban részt vevő személyek szexuális orientációjára.
Napjainkban a legelterjedtebb kifejezések a dószeiaisa (同性愛者, „azonos neműeket szerető személy”), illetve az angolból eredő gei (ゲイ, az angol gay szóból), homoszekusuaru (ホモセクシャル, homoszexuális), homo (ホモ), rezubian (レズビアン, leszbikus) és rezu (レズ).
Az LMBT közösségek leginkább a gei és a rezu/rezubian kifejezéseket használják. Pejoratív jelzőnek az okama (オカマ) szó terjedt el.

## Történelem

### Ókor
Az ókorból sok homályos irodalmi utalás lelhető fel az egynemű „szerelmi” kapcsolatokra, de ezek gyakran megbízhatatlanok, mivel a korban gyakori volt a mély baráti szeretet kifejezése is. Mindazonáltal ezek az utalások léteznek, és a Heian-korban, a 11. század körül egyre gyakoribbá válnak. A Gendzsi szerelmei című 11. század eleji regényben a férfi szereplőket gyakran megragadja a fiatal férfiak szépsége, és egy jelenetben, mikor a főszereplőt elutasítja egy asszony, annak öccsével hál inkább. 
– Csak legalább te ne hagyj el – mondta, s azzal maga mellé fektette a fiút. Az nagyon meg volt hatva, hogy ott fekhet a szép, ifjú herceg oldalán, és meg kell vallanunk, Gendzsinek sem volt olyan érzése, hogy a fiú rosszul helyettesíti kőszívű nénjét.
Ezen kívül a Heian-korból maradtak fenn naplók is, melyek utalnak homoszexuális aktusokra, köztük császárok homoszexuális kapcsolataira is.

### Homoszexualitás a buddhista kolostorokban

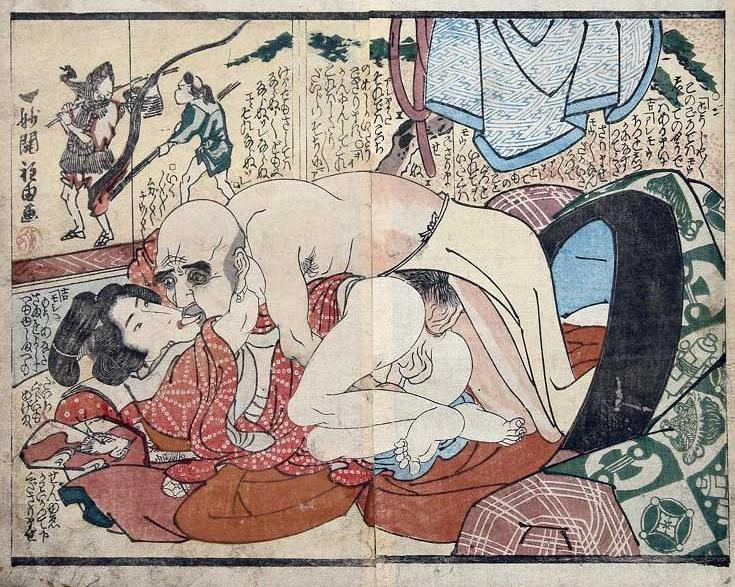
Utagava Kunijosi: Öreg buddhista

Sok író beszélt a nyílt homoszexualitás és biszexualitás történelmi hagyományairól a japán buddhista intézményekben. A nansoku (két férfi közötti) kapcsolatok a kolostorokban tipikusan pederasztrikusak voltak, tehát a fiatalabb partner nem számított felnőttnek. Az idősebb partner, a nendzsa („szerető” vagy „csodáló”) egy szerzetes, pap vagy apát volt, míg a fiatalabb, a csigo, egy serdülés előtt álló vagy serdülő fiú oltárszolga. Amikor a fiú elérte a felnőttkort (vagy elhagyta a kolostort), a kapcsolat megszakadt. Úgy tartották, hogy a szerzetesek a kolostorokon kívül is a férfi prostituáltakat részesítették előnyben, aminek köszönhetően gyakran obszcén humor alanyaivá váltak.
Japánban a nem-buddhista tradíciók sem ellenezték a homoszexualitást. A Edo-korban szabadon ábrázoltak kamikat, amint análisan közösülnek egymással, és néhány sintó istenséget, elsősorban Hacsimant, Mjósint, Sinmei-t és Tendzsint, a nansoku védőisteneinek tartottak.

### Homoszexualitás a harcos osztályban
A vallási körökből a homoszexuális kapcsolatok tradíciója átterjedt a harcos (szamuráj) osztályra, ahol a vakasú korban lévő fiatal fiúk a tapasztaltabb felnőtt férfiak tanoncaiként gyakorolták a harcművészeteket. Ha a fiú beleegyezett, akkor felnőtté válásáig szeretőkké is váltak. A kapcsolatot gyakran szerződésbe foglalták, amiben megfogadták, hogy míg tart, nem lesz másik (férfi) szeretőjük. Ezt a szokást sudónak hívják, ami a vakasúdó (若衆道, „fiatal fiúk útja”) kifejezésből származik. Az idősebb partner, a nendzsa harcművészetekre, harci etikettre és a szamuráj becsületkódexre oktatta a vakasút. Mivel a nendzsa jó példát akart mutatni tanoncának, ő maga is nemesebben viselkedett, így úgy tartották, hogy kölcsönösen jó hatással vannak egymásra. A pár szexuális kapcsolatának tradicionálisan vége szakadt, amikor a fiatalabb fél felnőtté vált, de ideális esetben egész életükben egymáshoz hűséges barátok, partnerek maradtak. A kapcsolat ideje alatt nem tiltották a nőkkel létesített szexuális kapcsolatot, és amikor a fiatalabb fiú felnőtté vált, mindketten kereshettek másik vakasú szeretőt.
A sudóban szigorúan meghatározták a szerepeket. A nendzsa volt az aktív, vágyakozó, míg vakasú a passzív, lojális fél. Felnőtt férfiak nem vehették fel a vakasú szerepet; csak a fiatal fiúk iránt érzett homoszexuális vágyat tartották helyénvalónak. Néha hasonló korú férfiak között is létesültek sudó kapcsolatok, de ezeket is szigorúan nendzsa és vakasú szerepekre osztották.

### Homoszexualitás a középosztályban
Amikor a japán társadalom háborúk és lázadások nélküli békeidőket élt, a középosztály elkezdte átvenni a harcos osztály szokásait, így a sudót is.
A férfiprostituáltak (kagema), akik gyakran kabuki gyakornokoknak adták ki magukat, a 19. század közepéig nagy népszerűségnek örvendtek, női és férfi körökben egyaránt. Sok prostituált, csakúgy, mint kabuki színész szerződéses rabszolga volt, akiket gyerekkorukban jellemzően tíz évre adtak el a bordélyházaknak vagy színházaknak. A kereskedők és fiatal alkalmazottaik közötti kapcsolatok is gyakoriak voltak. A fiatal kabuki színészek a színházi tevékenységeik mellett gyakran férfiprostituáltként is dolgoztak. Kegyeikért gazdag pártfogók versengtek. A nőket alakító, onnagata színészek, illetve a fiatal fiúkat alakító vakasú-gaták voltak a férfi és női pártfogók kedvencei is. Ünnepelt hírességek voltak, és őket ábrázolta a legtöbb nansoku-témájú erotikus sunga fametszet is.

## Homoszexualitás a modern Japánban
Annak ellenére, hogy napjainkban egyre toleránsabb a japán társadalom, a meleg férfiak és leszbikus nők gyakran elrejtik a szexualitásukat, sőt sokuk ellenkező neműekkel házasodik össze.

### Politika és törvényhozás
Japánban nincsenek törvények a homoszexuális tevékenység ellen. Néhány törvény ellenben bizonyos szintű védelmet biztosít a leszbikus, meleg, biszexuális és transznemű személyeknek.
Az azonos neműek közötti kölcsönös megegyezésen alapuló szex legális, de egyes prefektúrákban a beleegyezési korhatár magasabb, mint a heteroszexuális szexuális tevékenységé. Ugyan a polgárjog nem terjed ki a szexuális irányultsággal szembeni diszkriminációtól való védelemre, néhány prefektúra kormányzása hozott erre irányuló törvényeket. Tokióban például törvény tiltja, hogy egy személyt szexuális irányultsága miatt ne foglalkoztassanak.
A nagy politikai pártok nem mutatnak sok hajlandóságot az LMBT-jogok támogatására. Ennek ellenére néhány politikus elkezdett nyíltan beszélni a homoszexualitásáról. Ocudzsi Kanako, az oszakai közgyűlés tagja 2005-ben vállalta fel leszbikusságát. Két évvel korábban Kamikava Aja lett Tokióban Japán első megválasztott transznemű tisztviselője.

### Populáris kultúra
Egyre több, elsősorban férfi híresség kezdett nyíltan beszélni a homoszexualitásáról. Minden nap megjelennek olyan előadók a televízióban, akik melegek vagy transzneműek, például a drag queen Miva Akihiro, aki Misima Jukio író szeretője volt, számos japán cég reklámarca. További példák Mikava Kenicsi, aki korábban popénekes volt, de ma is számos televíziós műsorban látható, és a cross-dresser előadó Peter. Az énekes-dalszerző Nakamura Ataru volt az első nyíltan transznemű előadó, aki nagy népszerűségre tett szert Japánban, majd Haruna Ai és Cubaki Ajana is hamar híressé váltak. 2011 áprilisában Hiromi, egy divatmodell vállalta fel homoszexualitását. Tévésorozatokban is egyre több meleg és transznemű karakter jelenik meg (pozitív ábrázolással), erre példák a sikeres Hanazakari no Kimitacsi e, illetve Last Friends című sorozatok.

### Anime és manga

#### Gei-komi és Jaoi
A gei-komik olyan képregények, amiknek a célközönsége a meleg férfiak, míg a jaoi inkább női közönségnek próbál imponálni. A jaoi éppen ezért az egyik partnert tipikusan nőiesnek ábrázolja, míg a gei-komi a párok mindkét tagját férfiasnak, egyenlő kapcsolatban. Ismert címek például az Ai no kuszabi, a Loveless és a Gravitation.

#### Juri
A leszbikus témájú animéket és mangákat jurinak nevezik. A szó jelentése liliom, és bármilyen médiában ezzel a kifejezéssel írják le a leszbikus tartalmakat. Néhány híres juri például a Strawberry Panic, a Maria-szama ga Miteru és a Szakura Trick.